# Vladimír Bergauer
Doc. Vladimír Bergauer (18. září 1898 Písek – 24. října 1942 Koncentrační tábor Mauthausen) byl český lékař, vědec a odbojář z období druhé světové války popravený nacisty.

## Život

### Civilní život
Vladimír Bergauer se narodil 18. září 1898 v Písku do vážené měšťanské rodiny lékárníka Julia Bergauera a jeho ženy Marie. Pokřtěn byl jmény Vladimír František Václav. V roce 1917 maturoval na píseckém gymnáziu a poté studoval na lékařské fakultě Univerzity Karlovy. Již zde kariérně rostl, od roku 1919 byl demonstrátorem jejího biologického ústavu a od roku 1921 asistentem, nejprve výpomocným a posléze řádným. Titul MUDr. získal v roce 1923, docenturu v oboru obecné biologie v roce 1928. Mezi rokem 1934 a uzavřením nacisty v roce 1941 působil jako ředitel Československého ústavu pro národní eugeniku. Jako vědec se zabýval příčinami stárnutí a naopak dlouhověkosti z fyzikálněchemického hlediska, terapeutickými účinky růstového hormonu, sexuologickými problémy, dědičností, eugenikou, chemismem živé hmoty a dalšími biologickými tématy. Publikoval monografie, byl generálním tajemníkem Československé eugenické společnosti a členem eugenické komise Masarykovy akademie práce. Byl zapojen v Obrodném hnutí československého studentstva, v jehož stavebním družstvu pracovala i jeho manželka Markéta, inženýrka, rozená Kňourková (1904-1942), s níž byl oddán 7. července 1927. Před svou smrtí pracoval na studiích o dvojčatech a psychologii prostitutek, nedokončená díla byla zabavena gestapem a zničena.

### Protinacistický odboj
Vladimír Bergauer byl členem Masarykovy ligy proti tuberkulóze, přes kterou se i s manželkou po německé okupaci zapojili do protinacistického odboje. Podporovali parašutisty shozené do protektorátu a také ve svém bytě ukrývali uprchlého britského majora Ronalda Littledala, který se k nim přemístil od Zdenky Pakové. Vladimír Bergauer s pomocí svých přátel zorganizoval jeho útěk do Švýcarska, který se ale nezdařil a Littledale po zadržení prozradil jména svých ukrývatelů. Manželé Bergauerovi jakož i Zdenka Paková byli 30. června 1942 zatčeni gestapem, uvězněni v terezínské malé pevnosti, stanným soudem odsouzeni k trestu smrti a 24. října 1942 v koncentračním táboře Mauthausen popraveni ranou do týla při fingované zdravotní prohlídce.

## Posmrtná ocenění, připomínky
- Vladimír Bergauer byl 14. 7. 1948 byl jmenován mimořádným profesorem Univerzity Karlovy in memoriam s účinností od 1. 5. 1942.
- Jméno Vladimíra Bergauera a jeho manželky je uvedeno na pomníku spolupracovníků parašutistů a jejich rodinných příslušníků, kteří byli popraveni v německém koncentračním táboře Mauthausenu. V lednu 2011 byl slavnostně odhalen na terase kostela sv. Cyrila a Metoděje v Resslově ulici v Praze.[4]
- V místě bydliště v Italské ulici čp. 615/7 v Praze byla manželům Bergauerovým odhalena pamětní deska.[5]

## Galerie

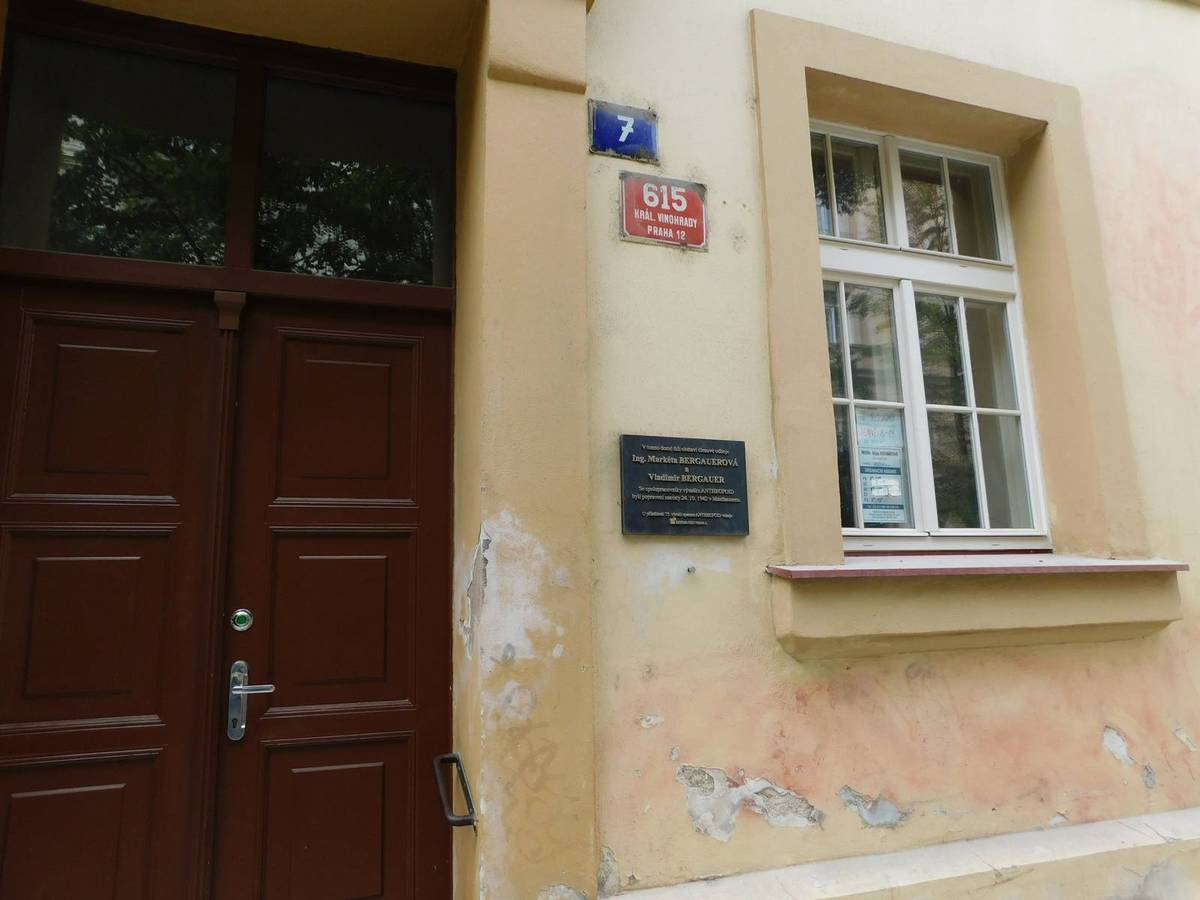
Dům v Italské ulici v Praze-Vinohradech, kde manželé Bergauerovi bydleli
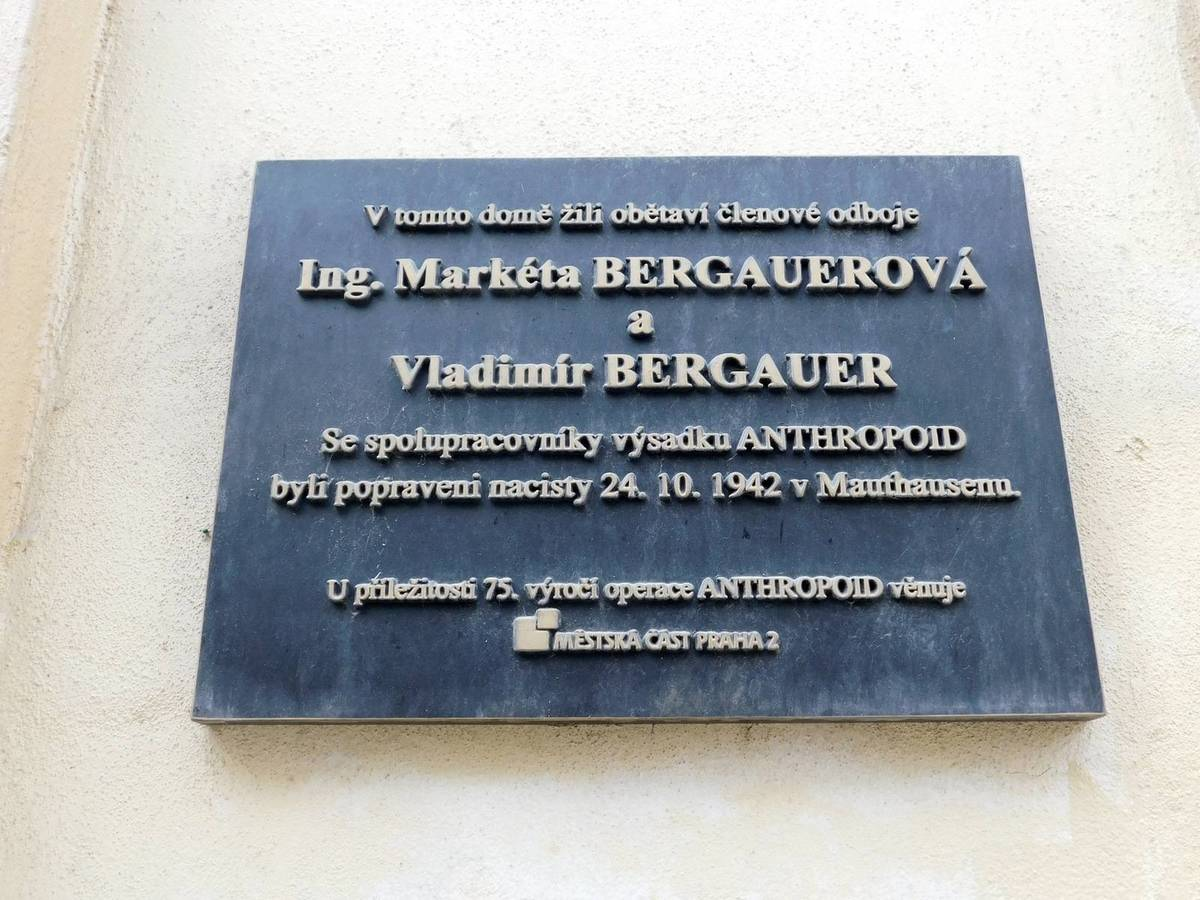
Pamětní deska manželů Bergauerových v Italské ulici v Praze-Vinohradech
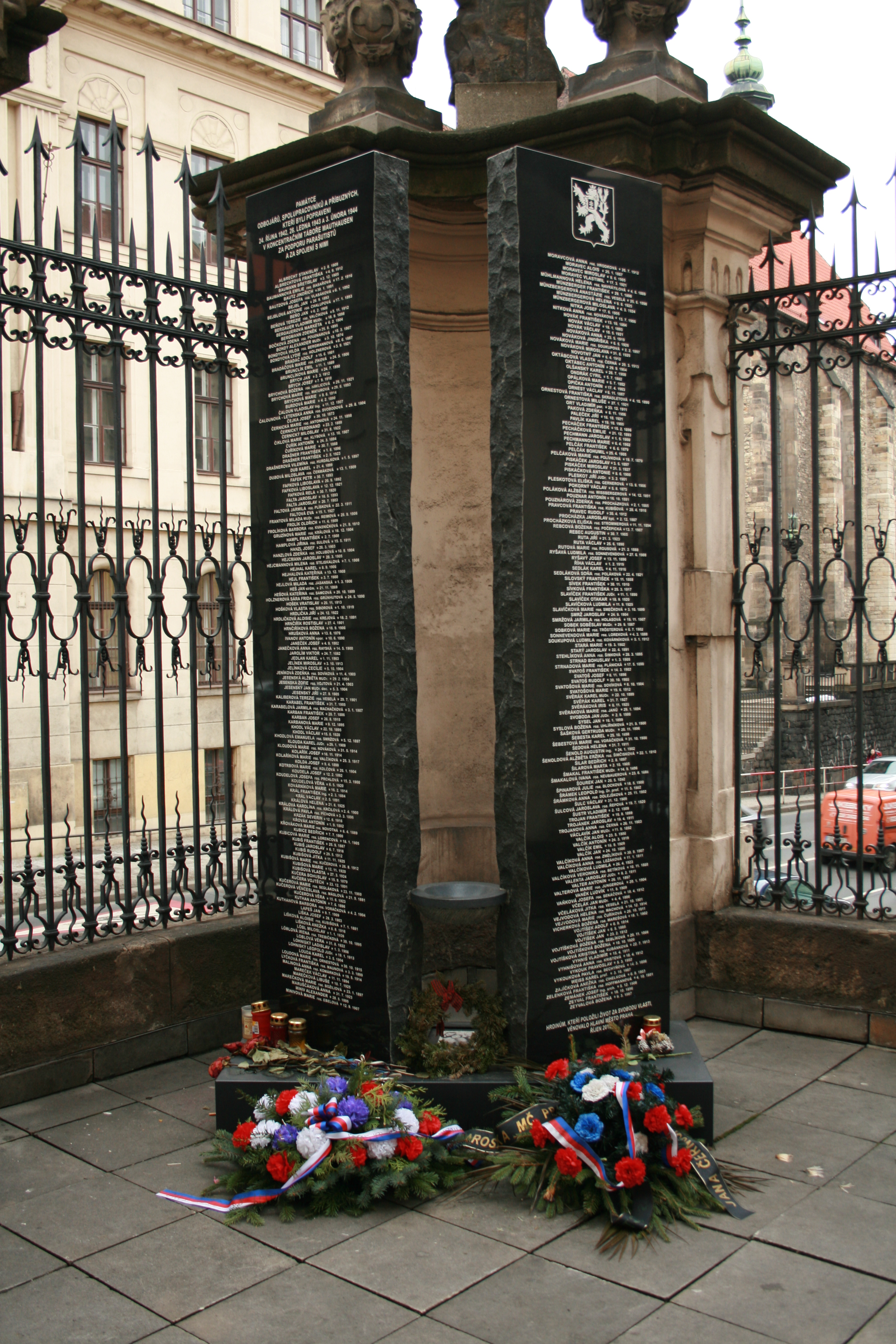
Pomník spolupracovníků parašutistů a jejich rodinných příslušníků na terase kostela sv. Cyrila a Metoděje v Resslově ulici v Praze